# Ankichi Arakaki
Ankichi Arakaki (新垣 安吉, Arakaki Ankichi, novembre 1899 - 28 décembre 1927) est un karatéka japonais.
Né en novembre 1899, dans le village d'Akata, province de Shuri, Okinawa, il fut l'ainé d'une famille de 11 enfants. Ses parents étaient de prospères producteurs de saké. Il a donc vécu une enfance confortable.
Il a commencé très jeune à s'entraîner au Karaté avec Shinpan Gusukuma connu aussi sous le nom de Shinpan Shiroma (1890-1954), qui était son instituteur à l'école primaire.
Un de ses professeurs lors de ses études secondaires était Chomo Hanashiro (1869-1945), il s'est donc naturellement entraîné avec lui.
Puis il est devenu l'élève de Chibana Shōshin (1885-1969), le fondateur du Kobayashi Shōrin-ryū.
N'ayant d'autres soucis que son entraînement, soutenu en cela par ses parents, il a atteint très rapidement un très haut niveau, et était surnommé Uwayaguwa Ankichi. 
Son tsumasaki-geri (frappe des orteils) était dévastateur, c'était sa spécialité.
Il est mort à l'âge de 28 ans, d'un ulcère à l'estomac.